# Héctor Rivoira
Héctor Óscar Rivoira (Ituzaingó; 10 de abril de 1960-Buenos Aires; 14 de agosto de 2019) fue un futbolista y entrenador de fútbol argentino. Jugó como mediocampista ofensivo destacándose en Almirante Brown donde hizo su debut profesional.

## Trayectoria

### Como futbolista
Realizó las inferiores en River Plate, se hizo conocido en Almirante Brown donde debutó como jugador profesional convirtiendo 46 goles en 154 partidos, luego fue a otros equipos del ascenso. Se retiró en 1992 en Ituzaingó.

### Como entrenador
Fue entrenador de Ituzaingó, Almirante Brown, Nueva Chicago, Chacarita, Quilmes, Liga de Quito, Instituto de Córdoba, Ferro, Atlético Tucumán, Huracán, Rosario Central y Olimpo de Bahía Blanca. Entre sus logros profesionales, consiguió el ascenso al Torneo de Primera División con Chacarita Juniors en 1999, Instituto en 2004 y Atlético Tucumán en 2009, siendo así el entrenador con más ascensos del fútbol argentino. Durante parte del 2009 y 2010 dirigió a Huracán en primera división, salvándolo de descender a la segunda categoría y habiéndolo tomado en la última posición del promedio general.
El 9 de mayo de 2011 asume como técnico, por cuarta vez en su historia, de Chacarita Juniors, pero, tras no coincidir con el proyecto propuesto por la dirigencia, abandona el cargo.
Luego de haber cumplido el objetivo en 2009/2010, en 2012 regresa a Parque Patricios para afrontar su segunda etapa en el club. Va a abandonar el cargo en septiembre de 2012 tras no haber llevado a Huracán a la máxima categoría. En 2013 fue elegido técnico de Almirante Brown, asumió el 23 de septiembre tras la renuncia de la dupla Ojeda-Tobio. Al cambiar la estructura de la comisión directiva luego de las elecciones del 24 de marzo de 2014 renuncia al cargo. En abril de 2014 asume como entrenador de Atlético Tucumán, por segunda vez. Al momento de dejar el cargo el equipo se encontraba en puestos de ascenso a la máxima categorìa, pudiendo haber sido este su cuarto título.
El 4 de mayo de 2015 firma para Instituto de Córdoba, empezando así su nuevo ciclo. Tomándolo en una situación muy difícil en la décima fecha del campeonato, ya que el equipo estaba en el puesto 21 en la tabla de posiciones y a 4 puntos del descenso directo; logra llevarlo a tener uno de los mejores promedios de la categoría y estar entre los cinco clasificados para jugar por el ascenso directo. Juega la semifinal en dos partidos muy parejos contra Patronato de Paraná; que fue el que ascendió. Finalizando su contrato en junio de 2016. Desde 2016 hasta 2018 entrenó a Crucero del Norte.

## Clubes

### Como jugador
| Club                   | País      | Año       |
| ---------------------- | --------- | --------- |
| Almirante Brown        | Argentina | 1980-1984 |
| Sportivo Italiano      | Argentina | 1984-1987 |
| Lanús                  | Argentina | 1987-1989 |
| Defensores de Belgrano | Argentina | 1989-1991 |
| Ituzaingó              | Argentina | 1991-1992 |

### Como entrenador
| Club              | País      | Año       |
| ----------------- | --------- | --------- |
| Ituzaingó         | Argentina | 1992-1994 |
| Almirante Brown   | Argentina | 1994-1995 |
| Nueva Chicago     | Argentina | 1995-1996 |
| Sportivo Italiano | Argentina | 1996-1997 |
| Chacarita Juniors | Argentina | 1997-2000 |
| Quilmes           | Argentina | 2000-2001 |
| Liga de Quito     | Ecuador   | 2002      |
| Instituto         | Argentina | 2002-2004 |
| Ferro             | Argentina | 2005      |
| Chacarita Juniors | Argentina | 2005-2007 |
| Instituto         | Argentina | 2007      |
| Atlético Tucumán  | Argentina | 2008-2010 |
| Huracán           | Argentina | 2010      |
| Rosario Central   | Argentina | 2010-2011 |
| Chacarita Juniors | Argentina | 2011      |
| Olimpo            | Argentina | 2011-2012 |
| Huracán           | Argentina | 2012      |
| Almirante Brown   | Argentina | 2013-2014 |
| Atlético Tucumán  | Argentina | 2014      |
| Instituto         | Argentina | 2015-2016 |
| Crucero del Norte | Argentina | 2016-2018 |

## Fallecimiento
El 14 de agosto de 2019 falleció a los 59 años tras haber luchado un año con un cáncer de colon.